# Ksenia Perova
Ksenia Vitalyevna Perova (Oblast de Sverdlovsk, 8 de fevereiro de 1989) é uma arqueira profissional russa, medalhista olímpica.

## Carreira

### Rio 2016
Ksenia Perova fez parte da equipe da Rússia feminina nas Olimpíadas de 2012 e em 2016, na qual conquistou a medalha de prata no Tiro com arco nos Jogos Olímpicos de Verão de 2016 - Equipes femininas, ao lado de Tuyana Dashidorzhieva e Inna Stepanova, perdendo para as sul-coreanas na final por 5-1.

### Tóquio 2020
Como integrante do Comitê Olímpico Russo, obteve o mesmo desempenho da edição anterior: conquistou a medalha de prata na disputa por equipes feminina, ao lado de Svetlana Gomboeva e Elena Osipova.